# COMPLETE SINGLE COLLECTION 1998-2008
『COMPLETE SINGLE COLLECTION 1998-2008』（コンプリート・シングル・コレクション 1998-2008）は、GOING UNDER GROUNDのベスト・アルバム。ビクターエンタテインメントのレーベルHAPPYHOUSEより2008年5月21日発売。

## 概要
2006年にメジャーデビュー5周年記念として発売された『BEST OF GOING UNDER GROUND with YOU』から2年経て、インディーズデビューから10周年を記念して発売されたベスト・アルバム。『BEST OF GOING UNDER GROUND with YOU』で未収録だったシングルを含むシングル全曲に加え、インディーズ時代のシングル、ミニ・アルバム収録曲や未収録の新曲を加えた全26曲（通常盤）が収録されている。初回盤には、ボーナストラックとして「初恋」のアコースティック・バージョンが収録された。
ボーカルの松本素生は本作のリリースについて、今後フレッシュにバンド活動を行っていくにあたり「この10年を過去のものにするため」過去の作品を客観的に振り返り、バンドを見つめなおすためのリリースであったと述べており、インディーズ時代の楽曲を収録することについては、マスタリングの作業の際に「1曲目がインディーズの曲ってどうなの？」と、ビクターの担当者から苦言を呈されたと語っている。

## 収録曲
| #         | タイトル                       | 作詞               | 作曲               | 時間  |
| --------- | ------------------------------ | ------------------ | ------------------ | ----- |
| 1.        | 「チェロ」                     | 松本素生、河野丈洋 | 松本素生、河野丈洋 | 3:59  |
| 2.        | 「思春期のブルース」           | 松本ソウ           | 松本ソウ           | 3:33  |
| 3.        | 「桜が咲いたら」               | 松本素生           | 松本素生           | 4:37  |
| 4.        | 「ロマンチック街道」           | 松本素生           | 松本素生           | 4:37  |
| 5.        | 「アロー」                     | 松本素生、河野丈博 | 松本素生、河野丈博 | 5:33  |
| 6.        | 「グラフティー」               | 松本素生           | 松本素生           | 3:40  |
| 7.        | 「センチメント・エキスプレス」 | 松本素生           | 松本素生           | 3:38  |
| 8.        | 「ミラージュ」                 | 松本素生           | 松本素生           | 4:18  |
| 9.        | 「ランブル」                   | 松本素生           | 松本素生           | 4:36  |
| 10.       | 「ダイアリー」                 | 松本素生           | 松本素生           | 4:37  |
| 11.       | 「トワイライト」               | 松本素生           | 松本素生           | 4:52  |
| 12.       | 「ハートビート」               | 河野丈博、松本素生 | 河野丈洋           | 4:30  |
| 13.       | 「サンキュー」                 | 松本素生           | 松本素生           | 4:38  |
| 合計時間: | 合計時間:                      | 合計時間:          | 合計時間:          | 57:08 |

| #         | タイトル                                                            | 作詞               | 作曲               | 時間  |
| --------- | ------------------------------------------------------------------- | ------------------ | ------------------ | ----- |
| 1.        | 「同じ月を見てた」                                                  | 松本素生           | 松本素生           | 4:55  |
| 2.        | 「アゲハ (alternave version "アゲハとトカゲ")」                     | 河野丈博           | 河野丈洋           | 3:33  |
| 3.        | 「STAND BY ME」                                                     | 松本素生           | 松本素生           | 4:34  |
| 4.        | 「きらり」                                                          | 松本素生           | 松本素生           | 5:32  |
| 5.        | 「トゥモロウズ ソング」                                             | 松本素生           | 松本素生           | 2:21  |
| 6.        | 「Happy Birthday」                                                  | 松本素生           | 松本素生           | 4:32  |
| 7.        | 「VISTA」                                                           | 河野丈洋           | 河野丈洋           | 3:48  |
| 8.        | 「ハミングライフ」                                                  | 河野丈博           | 河野丈博           | 5:34  |
| 9.        | 「胸いっぱい」                                                      | 松本素生           | 松本素生           | 4:53  |
| 10.       | 「TWISTER」                                                         | 松本素生、河野丈博 | 松本素生、河野丈博 | 6:05  |
| 11.       | 「さかさまワールド」                                                | 松本素生           | 松本素生           | 5:35  |
| 12.       | 「初恋」                                                            | 村下孝蔵           | 村下孝蔵           | 3:25  |
| 13.       | 「My Treasure」                                                     | 松本素生           | 松本素生           | 4:17  |
| 14.       | 「初恋 (アコースティック・ヴァージョン)」(編曲: GOING UNDER GROUND) | 村下孝蔵           | 村下孝蔵           | 3:18  |
| 合計時間: | 合計時間:                                                           | 合計時間:          | 合計時間:          | 62:22 |

### 楽曲解説

#### DISC 1
1. チェロ
インディーズ時代のミニ・アルバム『Cello』の表題曲。
2. 思春期のブルース
インディーズ時代のミニ・アルバム『思春期のブルース』に収録。初出時に「松本ソウ」表記だったクレジットが「松本素生」表記になっている。
3. 桜が咲いたら
インディーズ1stシングル。
4. ロマンチック街道
インディーズ2ndシングル。
5. アロー
インディーズ3rdシングル。
6. グラフティー
メジャー1stシングル。収録されているのはシングルバージョンであり、このバージョンとしてはアルバム初収録。
7. センチメント・エキスプレス
メジャー2ndシングル。
8. ミラージュ
メジャー3rdシングル。
9. ランブル
メジャー4thシングル。
10. ダイアリー
メジャー5thシングル。
11. トワイライト
メジャー6thシングル。
12. ハートビート
メジャー7thシングル。
13. サンキュー
メジャー8thシングル。

#### DISC 2
1. 同じ月を見てた
メジャー9thシングル。
2. アゲハ (alternave version "アゲハとトカゲ")
メジャー10thシングル。シングルバージョン。
3. STAND BY ME
メジャー11thシングル。
4. きらり
メジャー12thシングル（両A面）。
5. トゥモロウズ ソング
メジャー12thシングル（両A面）。オリジナルアルバム未収録曲。
6. Happy Birthday
メジャー13thシングル。
7. VISTA
メジャー14thシングル（両A面）。
8. ハミングライフ
メジャー14thシングル（両A面）。
9. 胸いっぱい
メジャー15thシングル。
10. TWISTER
メジャー16thシングル。
11. さかさまワールド
メジャー17thシングル。
12. 初恋
メジャー18thシングル。アルバム初収録。
13. My Treasure
新曲。元々はシングル曲候補として制作された楽曲であったが、「今までのゴーイングでもできた曲」と感じたことから、『おやすみモンスター』のあとの新しいスタートとして出すよりは、「現在までのゴーイング」の象徴として本作に収録されることにより、今後のバンドへの橋渡し的なものになればという思いで本作に収録された[2]。
ピアノロック的なアプローチは末光篤の楽曲にインスピレーションを受けている[2]。
テレビ朝日系列『アドレな!ガレッジ』エンディングテーマ。
14. 初恋 (アコースティック・ヴァージョン)
初回盤限定トラック。